# Nicolas Joseph Thiéry de Ménonville

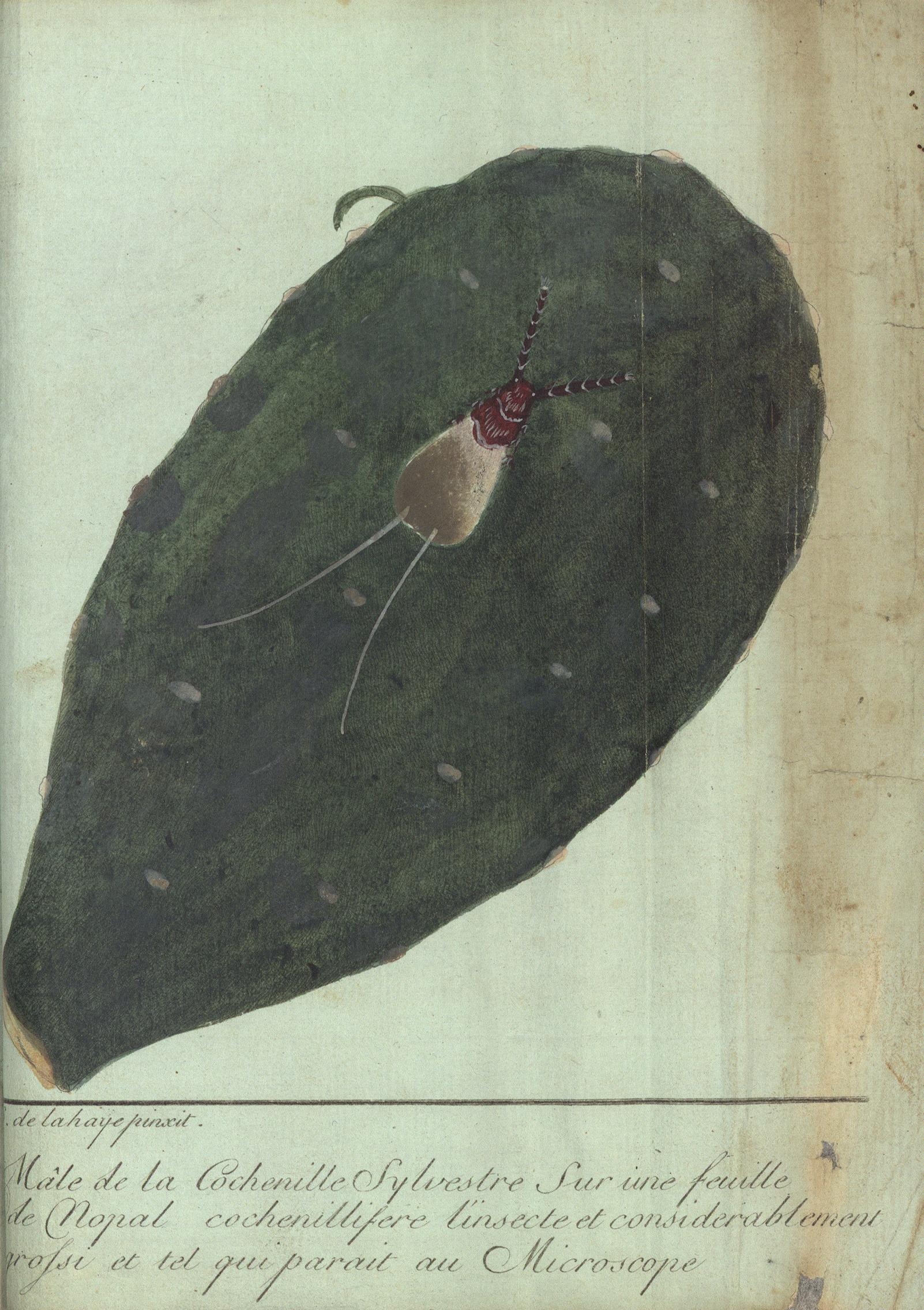
Abbildung aus seinem Werk: Eine Schildlaus auf einem Opuntienblatt

 Nicolas Joseph Thiéry de Ménonville  (* 18. Juni 1739 in Saint-Mihiel; † 1780 in Port-au-Prince) war ein französischer Botaniker.

## Leben
Der gelernte Jurist wandte sich der Botanik zu und wurde 1776 durch seine Regierung nach Mexiko und Südamerika gesandt. Er sollte das von den Spaniern streng gehütete Geheimnis des Koschenillefarbstoffs ausspähen. In Oaxaca gab er sich als katalanischer Arzt aus. Es gelang ihm Opuntienblätter und Koschenilleschildläuse (Dactylopius coccus) nach Hause zu transportieren.
In Port-au-Prince gelang ihm erfolgreich die Vermehrung von Insekten und Pflanzen. Sein Tod im Jahre 1780 verhinderte den Plan, in den französischen Kolonien Opuntienanpflanzungen anzulegen.

## Werke
- Traité de la culture du nopal, et de l’education de la chcheneille dans les colonies françaises de l’Amerique; précedé d’un voyage a Guazaca (1787)